# عایق توپولوژیک

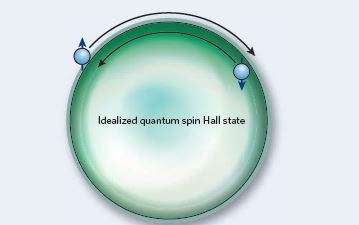
مدهای مرزی در اثر کوانتومی اسپینی هال

عایق‌های توپولوژیک دسته‌ای از مواد الکترونیکی هستند که بر روی مرز رسانا و در حجم خود عایق می‌باشند، و این رفتار ناشی از دارا بودن مشخصات غیربدیهی توپولوژیکی در ساختار نواری‌شان است.
این مواد درون  توده خود یک گاف انرژی الکترونی دارند و بنابراین عایق می‌باشند، ولی در روی سطح دارای حالت‌های سطحی بدون گاف انرژی و خاصیت رسانش می‌باشد. وجود حالت‌های فلزی و بدون گاف در سطوح می‌توانند به خواص غیرعادی در هدایت الکترونی منجر شود.

این حالت‌ها به دلیل برهمکنش اسپین–مداری و حضور تقارن وارون زمانی امکان‌پذیر هستند. 
ساختارهای دو بعدی و سه بعدی این دسته از مواد هم به‌طور تجربی و هم نظری مورد بررسی قرار گرفته‌اند. یک عایق توپولوژیک دو بعدی، در واقع یک عایق کوانتومی اسپین هال می‌باشد. یک عایق سه بعدی توپولوژیکی دارای فرمیون‌های دیراک روی سطح خود است.
حالت‌های سطح عایق توپولوژیک با استفاده از پایستگی تعداد ذرات و تقارن وارون زمانی، متقارن هستند و ازین جهت این نوع مواد بسیار خاص هستند.

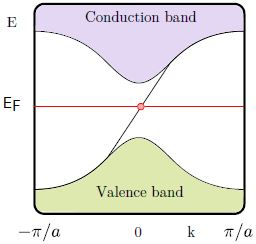
در یک حجم، سطح انرژی فرمی میان نوار رسانش و نوار ظرفیت قرار می‌گیرد.

در حجم یک عایق توپولوژیک (با صرف نظر از برهم‌کنش الکترون‌ها)، ساختار نواری الکترونی به ساختار نواری عایق‌های معمولی شباهت دارد به‌طوری‌که سطح فرمی، میان نوارهای رسانش و ظرفیت قرار گرفته‌است. روی عایق توپولوژیک حالت‌های خاصی وجود دارد که باعث می‌شود گاف انرژی ازمیان برداشته شود و به سطح این امکان را می‌دهد که رسانا شود.
حامل‌های بار روی سطح، در این شرایط طوری حرکت می‌کنند که اسپینشان در یک جهت قرار گرفته باشد (اسپین حامل‌ها به صورت راست - زاویه قفل شده‌اند).
در یک انرژی داده شده، حالت‌های در دسترس الکترونی دیگر، اسپین متفاوتی دارند بنابراین پراکندگی به شدت سرکوب می‌شود و سطح به شدت قابلیت رسانایی پیدا می‌کند.

عایق‌های توپولوژیکی غیر برهمکنشی با اندیس {\displaystyle Z_{2}} مشخص می‌شوند.

حالت‌های رسانشی رو سطح عایق توپولوژیک توسط تقارن وارون زمانی و ساختار نواری ماده محافظت می‌شود و

این حالت‌ها توسط تغییرهای کوچک در ماده اگر تقارن وارون زمانی شکسته نشود، ازبین نمی‌روند.

حالت کوانتومی هال زمانی اتفاق می افتد که الکترون‌ها در دو بعد محبوس باشند (جریان الکترونی از یک مولد روی یک سطح دوبعدی) و

یک میدان مغناطیس قوی در راستای عمود بر جریان به آن اعمال شوند .

کوانتیزه بودن مدار چرخش الکترون‌ها (چرخش بواسطه وارد آمدن نیروی لورنتس از طریق میدان مغناطیسی ایجاد می‌شود) با فرکانس سیکلوترون {\displaystyle w_{c}} منجربه کوانتیزه شدن سطوح انرژی می‌شود .

قبل از اعمال میدان، الکترون‌ها همانند ذره آزاد عمل می‌کردند و در نتیجه ویژه مقادیر انرژی تبهگن بود اما پس از اعمال میدان تبهگنی ازبین می‌رود و ویژه مقادیر انرژی کوانتیزه می‌شود.

ویژه مقادیر انرژی همانند ویژه مقادیر نوسانگر هارمونیک خواهد بود و به سطوح انرژی لانداءو شهرت دارد (ویژه مقادیر انرژی برای گاز الکترونی بدون اسپین توسط لانداءو بدست آمده‌است و به همین دلیل سطوح انرژی به نام او شهرت دارد).

سطوح انرژی لانداءو برابر است با:

اگر {\displaystyle N} تا از سطوح لانداءو پر شده باشند و بقیه خالی باشند، گاف انرژی، سطوح پر شده و خالی را همانند یک عایق جدا می‌کند .

برخلاف یک عایق، میدان الکتریکی ایجاد شده (با انحراف جریان الکترون‌ها از طریق نیروی وارده از سمت میدان مغناطیسی، یک میدان الکتریکی در جهت عرض ایجاد می‌شود) و منجر به جریان هال می‌شود، لبه‌های دارای چگالی بار می‌شوند، مقادیر این چگالی کوانتیزه است و به شرح زیر است :

{\displaystyle \sigma _{xy}=Ne^{2}/h}

لانداءو نشان داد که می‌توان به سطوح انرژی بدست آمده به عنوان یک ساختار نواری نگریست .

## ناوردای TKNN
در سال ۱۹۸۲ مقاله‌ای توسط {\displaystyle Thouless,Kohomoto,Nightingale,deNijs(TKNN)} به چاپ رسید و در این مقاله توپولوژی اثر کوانتومی هال مورد مطالعه قرار گرفت.

یک ساختار نواری دو بعدی (مثل ساختار نواری یک کریستال که در فضای k تعریف می‌شود) را در نظر بگیرید که هامیلتونی سیستم، هامیلتونی بلوخ خواهد بود (پتانسیل دوره‌ای در نظر گرفته می‌شود). حال می‌توان ساختار نواری را به صورت توپولوژیکی دسته بندی کرد آنهم با در نظر گرفتن گروهی از هامیلتونی‌هایی که می‌توانند به صورت پیوسته به شکل دیگری تغییر کنند بدون اینکه گاف انرژی بسته شود و از بین برود .این گروه‌ها از طریق ناوردای توپولوژیکی {\displaystyle n\in \mathbb {Z} } مشخص می‌شود که اعداد {\displaystyle n}، ناوردای Chern نامیده می‌شوند.

ناوردای Chern می‌تواند به صورت فیزیکی بر حسب فاز بری (Berry phase) که مرتبط با تابع موج بلوخ است، فهمیده شود .

زمانی که بردار موج {\displaystyle k} حول یک حلقه بسته انتقال یابد، تابع موج بلوخ، یک فاز بری خوش تعریف را که از طریق انتگرال خطی زیر بدست می‌آید، کسب می‌کند:
شار بری هم به این صورت تعریف می‌شود :

ناوردای chern، شار بری کل در منطقه اول بریلوءن (فضای محبوس شده در سلول ویگنر - سایتز) است :

{\displaystyle n}، عدد صحیح کوانتیزه شده‌است. حال اگر اعداد chern را روی تمام نوارهای اشغال شده جمع ببندیم :

مقدار {\displaystyle n} ناورداست .

(TKNN) نشان دادند که در رابطه چگالی که برای اثر کوانتومی هال بدست آوردیم {\displaystyle N} همان {\displaystyle n} رابطهٔ بالا است.

عدد chern یک ثابت توپولوژیکی است و هنگامی که هامیلتونی سیستم تغییر کند، این عدد نمی‌تواند تغییر کند و ناوردا باقی می‌ماند.

به همین دلیل چگالی بار کوانتیزه است.

در مطالب یاد شده گاز الکترونی را بدون اسپین در نظر گرفتیم و اگر اسپین را نیز در نظر بگیریم اثر کوانتومی هال به اثر کوانتومی اسپینی هال تبدیل می‌شود.
مادهٔ قرارگرفته در حالت کوانتومی اسپین هال  یک عایق توپولوژیک است .
تفاوت حالت‌های کوانتومی هال با حالت‌های اسپینی کوانتومی هال در این است که حالت‌های کوانتومی هال نیاز به یک میدان مغناطیس خارجی دارند که در
این شرایط تقارن وارون زمانی شکسته می‌شود اما حالت‌های اسپینی کوانتومی هال نسبت به تقارن وارون زمانی ناوردا هستند و نیاز به میدان خارجی ندارند.

## پیش‌بینی و کشف عایق توپولوژیک
حالت‌های لبه‌ای که توسط تقارن وارون زمانی محافظت می‌شوند، پیش‌بینی شده‌است که در چاه کوانتومی HgTe ای که میان CdTe قرار گرفته‌است رخ دهد.

(وارونگی نواری در CdTe برای اولین بار در سال ۱۹۸۶ توسط Pankratov در سال ۲۰۰۷ پیش‌بینی شد که در

ترکیبات دوتایی که شامل بیسموت در سه بعد روی حجم است رخ دهد).

اولین عایق توپولوژیکی سه بعدی در bismuth antimonide کشف شد.

مدتی بعد از این واقعه، حالت سطحی که تقارن را حفظ می‌کنند در مواد خالصی از قبیل:

با استفاده از ARPES کشف شد.

تعداد زیادی از نیمه رساناهایی که دارای موادی از خانوادهٔ Heusler هستند، حالت‌های سطحی توپولوژیکی از خود نشان می‌دهند .

در بعضی از این مواد به دلیل نقص‌های طبیعی سطح فرمی میان نوار رسانش و ظرفیت قرار می‌گیرد که می‌توان از طریق روش‌های شیمیایی مثل doping یا gating سطح فرمی را به سمت گاف انرژی بالا برد.

حالت‌های سطحی یک عایق توپولوژیکی سه بعدی، یک نمونه جدیدی از گاز الکترونی دوبعدی است که اسپین الکترون‌ها به تکانه خطی‌شان قفل شده‌است.

در سال ۲۰۱۲ از طریق چندین مقاله پیشنهاد شد که samarium hexaboride ویژگی‌های یک عایق توپولوژیکی را داراست.

از آنجایی که این ماده یک عایق Kondo است، وجود حالت‌های سطحی توپولوژیکی در این مواد منجر به یک عایق توپولوژیک قوی‌الکترونی می‌شود.

Stanene یک عایق توپولوژیک نظری است که در لبه‌های خود خاصیت ابر رسانایی در دمایی بالاتر از دمای اتاق نشان می‌دهد.

## خاصیت‌ها و کاربردها
اگر ابر رسانایی به دلیل اثر مجاورت ایجاد شود، قفل شدگی اسپین – تکانه در عایق‌های توپولوژیک اجازه می‌دهد که حالت‌های سطحی دارای تقارن، میزبان ذرات مایورانا باشد. 
(توجه داریم که مدهای صفر مایورانا می‌توانند بدون عایق‌های سه بعدی توپولوژیکی نیز ظاهر شوند).

الکترون‌ها در عایق‌های توپولوژیکی می‌توانند همانند گاز فرمیونی دیراک رفتار کنند. فرمیون‌های دیراک همانند ذرات نسبیتی بدون جرم رفتار می‌کنند و در عایق‌های توپولوژیکی سه بعدی مشاهده شده‌اند.
عایق‌های توپولوژیک و ابررساناهای توپولوژیک و حالت‌های مربوط به آن‌ها مشخصات ویژه‌ای دارند که کاربردهای مفیدی دراسپینترونیک و محاسبات کوانتومی دارد.
(توجه داشته باشید که عبارت Z نیز همچنین برای توصیف مرتبه توپولوژیکی نظریهٔ پیمانه‌ای Z2 که در سال ۱۹۹۱ کشف شد، مورد استفاده قرار گرفته‌است).